# Deutscher Musical Theater Preis 2015

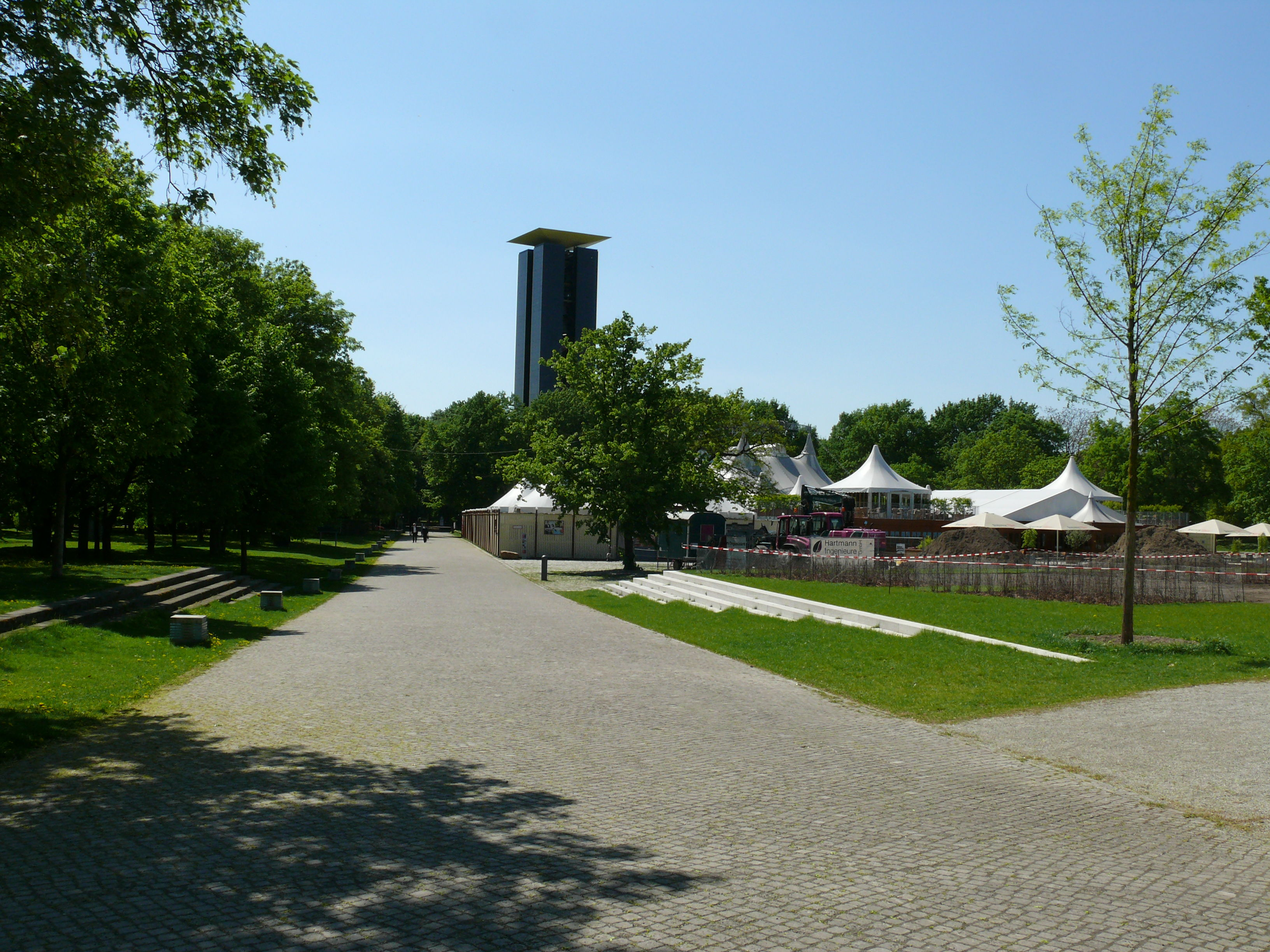
Tipi und Carillon in der großen Queralle

Im Rahmen des Deutschen Musical Theater Preises 2015 wurden am 26. Oktober 2015 während einer Gala im Tipi am Kanzleramt in Berlin nach der Wahl durch eine Jury im September 2015 Auszeichnungen an 13 Preisträger für ihre Leistungen im Musicalfach übergeben. Die Preisverleihung wurde von Katharine Mehrling und Thomas Hermanns moderiert.

## Teilnahme und Auswahlverfahren
Für den Deutschen Musical Theater Preis 2015 waren deutschsprachige Musical-Uraufführungen zugelassen, welche von einem professionellen Theater oder Produktionsunternehmen in deutscher Sprache produziert wurden, keine Compilationshow waren, vor dem Wettbewerbszeitraum 15. August 2014 bis 14. August 2015 nicht öffentlich aufgeführt wurden, im Wettbewerbszeitraum Premiere feierten und mindestens in 10 Vorstellungen gespielt wurden. Nach Ende des Wettbewerbszeitraums wählte die Fachjury aus 22 teilnehmenden Produktionen die Nominierten in 13 Kategorien, die am 20. August 2015 der Öffentlichkeit vorgestellt wurden. Anschließend wählten die Fachjury und die 171 ordentlichen Mitglieder der Deutschen Musical Akademie in einer geheimen Briefwahl die Gewinner, wobei je 50 % des Stimmgewichts auf Fachjury und Mitglieder entfiel.

## Jury
Die Fachjury der zweiten Verleihung des Preises bestand 2015 aus
- Bernd Steixner (ehemaliger Musikalischer Leiter des Theater des Westens in Berlin)
- Andrea Pier (Leiterin des Theater des Westens)
- Hartmut H. Forche (Regisseur und Übersetzer)
- Bettina Meske (Sängerin und Schauspielerin)
- Thomas Zaufke (Komponist)
- Rolf Kühn (Komponist).

## Gewinner und Nominierungen 2015
Folgende Musicals, Aufführungen und Personen wurden im August 2015 in 13 Kategorien für den Deutschen Musical Theater Preis 2015 nominiert. Die im Oktober 2015 von der Jury gewählten Gewinner werden zuerst genannt.

### Bestes Musical
Gefährliche Liebschaften (Staatstheater am Gärtnerplatz, München)
Lotte (Wetzlarer Festspiele, Wetzlar)
Ost Side Story (Theater am Hechtplatz, Zürich / Just4Fun Entertainment, Zürich / shake company, Zürich)

### Beste Komposition
Gefährliche Liebschaften (Staatstheater am Gärtnerplatz, München) – Musik: Marc Schubring 
Grimm! (Next Liberty Jugendtheater, Graz / Oper Graz) – Musik: Thomas Zaufke 
Lotte (Wetzlarer Festspiele, Wetzlar) – Musik: Marian Lux 

### Bestes Buch
Grimm! (Next Liberty Jugendtheater, Graz / Oper Graz) – Buch: Peter Lund 
Der kleine Störtebecker (Schmidt Theater, Hamburg) – Buch: Martin Lingnau & Heiko Wohlgemuth 
Lotte (Wetzlarer Festspiele, Wetzlar) – Buch: Kevin Schroeder
Ost Side Story (Theater am Hechtplatz, Zürich / Just4Fun Entertainment, Zürich / shake company, Zürich) – Buch: Dominik Flaschka & Roman Riklin 

### Beste Liedtexte

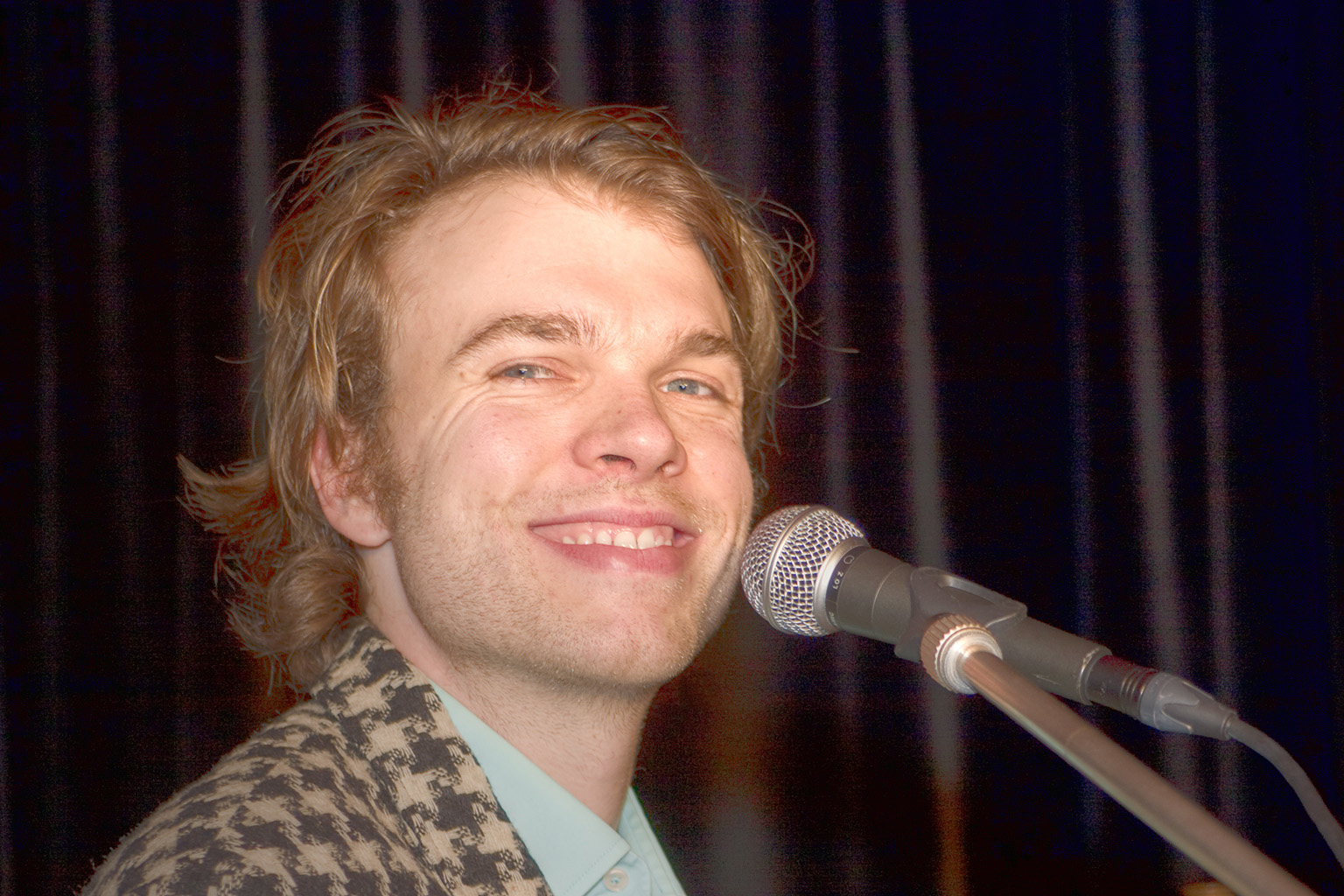
Tom van Hasselt

Alma und das Genie (Stammzellformation, Berlin) – Liedtexte: Tom van Hasselt 
Der kleine Störtebecker (Schmidt Theater, Hamburg) – Liedtexte: Heiko Wohlgemuth 
Lotte (Wetzlarer Festspiele, Wetzlar) – Liedtexte: Kevin Schroeder
Ost Side Story (Theater am Hechtplatz, Zürich / Just4Fun Entertainment, Zürich / shake company, Zürich) – Liedtexte: Roman Riklin 

### Beste Darstellerin
Julia Klotz  – Gefährliche Liebschaften (Staatstheater am Gärtnerplatz, München)
Fabienne Louves  – Ost Side Story (Theater am Hechtplatz, Zürich / Just4Fun Entertainment, Zürich / shake company, Zürich)
Nini Stadlmann  – Alma und das Genie (Stammzellformation, Berlin)

### Bester Darsteller
Christof Messner / – Grimm! (Next Liberty Jugendtheater, Graz / Oper Graz)
Oliver Arno  – Lotte (Wetzlarer Festspiele, Wetzlar)
Armin Kahl  – Gefährliche Liebschaften (Staatstheater am Gärtnerplatz, München)
Detlef Leistenschneider  (Das Wunder von Bern – Stage Entertainment, Hamburg)

### Beste Nebendarstellerin

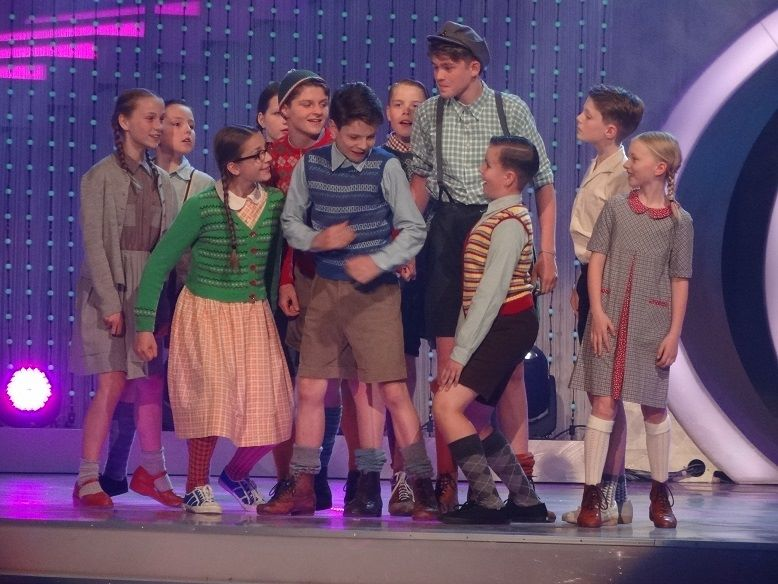
Mehrfach ausgezeichnet wurde die Besetzung von Das Wunder von Bern. Die Kinderdarsteller erhielten zudem den Sonderpreis.

Elisabeth Hübert  – Das Wunder von Bern (Stage Entertainment, Hamburg)
Giselheid Hönsch / – Pünktchen und Anton (Junges Theater Bonn)
Astrid Vosberg  – Everyman (Jedermann) (Pfalztheater Kaiserslautern)

### Bester Nebendarsteller
David Jakobs  – Das Wunder von Bern (Stage Entertainment, Hamburg)
Tobias Weis  – Lotte (Wetzlarer Festspiele, Wetzlar)
Peter Zgraggen  – Ost Side Story (Theater am Hechtplatz, Zürich / Just4Fun Entertainment / shake company)

### Beste Regie
Ost Side Story (Theater am Hechtplatz, Just4Fun Entertainment / shake company, Zürich) – Regie: Dominik Flaschka 
Der kleine Störtebeker (Schmidt Theater, Hamburg) – Regie: Carolin Spieß 
Superhero (Staatstheater Wiesbaden / Junges Staatsmusical, Wiesbaden) – Regie: Iris Limbarth 

### Beste Choreographie
Das Wunder von Bern – Fußball-Choreographie: Simon Eichenberger  (Choreographie), Florian Bücking  & Brendan Shelper  (Vertikale Choreographie)
Ost Side Story (Theater am Hechtplatz, Zürich / Just4Fun Entertainment, Zürich / shake company, Zürich) – Choreographie: Jonathan Huor /
Superhero (Staatstheater Wiesbaden / Junges Staatsmusical, Wiesbaden) – Choreographie: Iris Limbarth 

### Bestes Bühnenbild
Das Wunder von Bern (Stage Entertainment, Hamburg) – Bühnenbild: Jens Kilian 
Gefährliche Liebschaften (Staatstheater am Gärtnerplatz, München) – Bühnenbild: Rainer Sinell 
Der kleine Störtebecker (Schmidt Theater, Hamburg) – Bühnenbild: Heiko de Boer 
Ost Side Story (Theater am Hechtplatz, Zürich / Just4Fun Entertainment, Zürich / shake company, Zürich) – Bühnenbild: Simon Schmidmeister 

### Beste Musikalische Gestaltung
Gefährliche Liebschaften (Staatstheater am Gärtnerplatz, München) – Musikalische Leitung: Andreas Kowalewitz 
Lotte (Wetzlarer Festspiele, Wetzlar) – Musikalische Leitung: Martin N. Spahr 
Ost Side Story (Theater am Hechtplatz, Zürich / Just4Fun Entertainment, Zürich / shake company, Zürich) – Musikalische Leitung: Hans Ueli Schlaepfer 

### Bestes Kostüm- / Maskenbild
Gefährliche Liebschaften (Staatstheater am Gärtnerplatz, München) – Kostümbild: Alfred Mayerhofer 
Grimm! (Next Liberty Jugendtheater, Graz / Oper Graz) – Kostümbild: Isabel Toccafondi 
Pünktchen und Anton (Junges Theater Bonn) – Kostümbild: Brigitte Winter 

## Weitere Preise

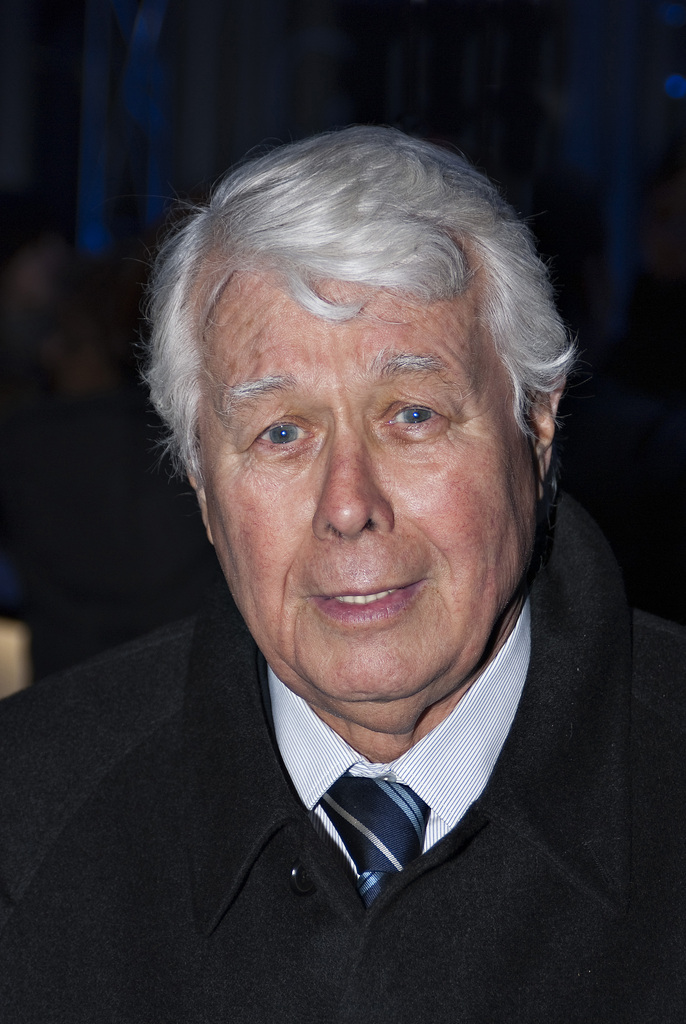
Peter Weck (2009)

### Ehrenpreis
Peter Weck  
Weck wurde damit für seine herausragenden Leistungen im Musical-Bereich gewürdigt. Er war maßgeblich für die Verbreitung von Musicals wie Cats, Les Misérables und Das Phantom der Oper im deutschsprachigen Raum verantwortlich, was den kommerziellen Erfolg dieser Sparte begründete und etablierte während seiner Intendanz am Theater an der Wien ab 1983 die deutschsprachigen Erstaufführungen von britischen Erfolgsmusicals. Die Laudatio im Rahmen der Preisverleihung hielt die Sängerin Angelika Milster.

### Sonderpreis
Die Kinderdarsteller des Musicals
Das Wunder von Bern 
Der Preis wurde stellvertretend für das 40-köpfige Kinderensemble von drei der jungen Darsteller entgegengenommen.